# 1re armée régionale (Japon)
La 1re armée régionale (第1方面軍, Dai-ichi hōmen gun) est une composante de l'armée impériale japonaise durant la Seconde Guerre mondiale. Basée au Nord du Mandchoukouo, elle combat l'Union soviétique dans les derniers mois de la guerre.

## Histoire
La 1re armée régionale japonaise est formée le 2 juillet 1942 au sein de l'armée japonaise du Guandong en tant que force de réserve et de garnison destinée à maintenir l'ordre public au Nord du Mandchoukouo étant donné que la plupart des divisions vétérans de l'armée du Guandong ont été envoyées sur les fronts de la guerre du Pacifique. Elle est principalement composée de réservistes peu entraînés, d'étudiants conscrits, et de miliciens, et ne dispose pas d'armes ou de matériel adéquats. Le quartier-général de l'armée est installé à Dunhua dans l'actuelle préfecture autonome coréenne de Yanbian en Chine.
Les unités de la 1re armée régionale sont incapables de résister à l'invasion soviétique de la Mandchourie à la fin de la Seconde Guerre mondiale. Sans armement adapté, munitions ou commandants compétents, beaucoup d'unités de l'armée sont décimées, fuient ou se rendent en masse. De nombreux survivants, dont son commandant, le général Seiichi Kita, sont faits prisonniers en Sibérie et ailleurs en Union soviétique après la reddition du Japon le 15 août 1945.

## Commandement

### Commandants
|   | Nom                        | De                | À                 |
| - | -------------------------- | ----------------- | ----------------- |
| 1 | Général Tomoyuki Yamashita | 1er juillet 1942  | 26 septembre 1944 |
| 2 | Général Seiichi Kita (en)  | 26 septembre 1944 | 15 août 1945      |

### Chef d'état-major
|   | Nom                                 | De               | À               |
| - | ----------------------------------- | ---------------- | --------------- |
| 1 | Major-général Kitsuju Ayabe         | 1er juillet 1942 | 7 décembre 1942 |
| 2 | Major-général Tsunamasa Shidei (en) | 7 décembre 1942  | 16 octobre 1944 |
| 3 | Major-général Tadao Teragaki        | 16 octobre 1944  | 1er avril 1945  |
| 4 | Major-général Ryozo Sakurai         | 1er avril 1945   | 15 août 1945    |